# Geneviève Asse
Geneviève Anne Marie Bodin (Vannes, 24 de gener de 1923 - París, 11 d'agost de 2021), més coneguda com a Geneviève Asse, fou una pintora i gravadora francesa. Se la coneix per l'ús particular que va fer del blau en els seus monocroms, anomenat «blau Asse».

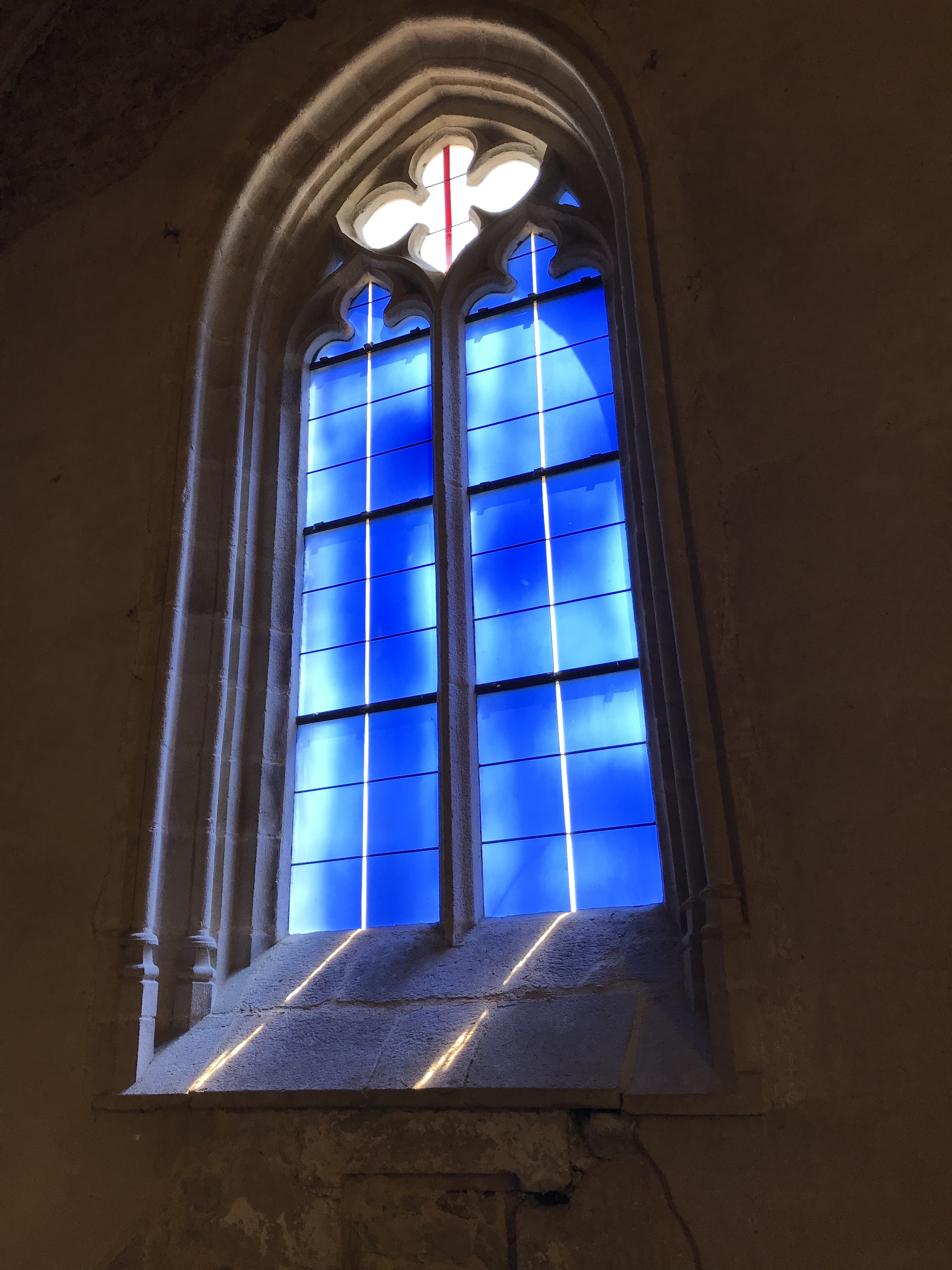
Vitrall de Geneviève Asse a la Col·legiata Notre-Dame-de-Grande-Puissance, de Lamballe

## Biografia

### Joventut
Geneviève Anne Marie Bodin va néixer a Vannes l'any 1923. Va ser criada inicialment per la seva àvia a la península de Rhuys, al golf de Morbihan, després, el 1932, es va unir a la seva mare casada a París, que treballava per a Edicions Delalain. Prengué com a pseudònim el nom de soltera de la seva mare.

### Formació i inicis
Va ser estudiant d'Arts Decoratives de 1940 a 1942, després va tractar amb el Groupe de l'échelle de Montparnasse.
Es va unir a la Resistència, amb el seu germà, com a part de les Forces franceses de l'Interior, després es va convertir en conductora d'ambulàncies a la 1a divisió blindada. Va participar així en les campanyes d'Alsàcia i Alemanya, i en l'evacuació dels deportats del camp de concentració de Theresienstadt. Va ser condecorada amb la Creu de Guerra el 1945.
Després de la guerra, es guanyà la vida treballant per a cases de teixit, en particular la casa Paquin i Bianchini-Férier, i va reprendre les seves activitats com a pintora. Va exposar al 7è Saló per als menors de trenta anys el 1947 i també al Salon d'Automne.

### Reconeixement
No va fer la seva primera exposició personal fins al 1954, a la galeria Michel Warren de París. A partir de la dècada de 1950, exposà a França i a l'estranger. El Museu d'Art Modern de París en va organitzar una retrospectiva l'any 1988. El Centre Nacional d'Art i Cultura Georges-Pompidou va adquirir moltes obres seves l'any 2000, després li va dedicar una exposició el 2013 amb motiu d'una important donació feta per Geneviève Asse. També va donar diversos quadres a la ciutat de Vannes el 2012, i el museu La Cohue dedicà una planta a la seva obra.
El seu dibuix Finestra (1955) va ser comprat el 1992 pel Centre Pompidou i es troba en les seves col·leccions. El 1999 va produir grans teles, Esteles.
El 1993, com a part d'un encàrrec públic, va elaborar per a la Chalcographie du Louvre un gravat a cisell, punta seca i aiguatinta titulat Atlantique I.
Va crear decoracions per a la Manufacture Nationale de Sèvres a partir de 1978, sobretot per al servei Diane, destinat al Palau de l'Elisi. Va col·laborar de 1984 a 1988 en els vitralls de la catedral de Saint-Dié-des-Vosges.
És coneguda pels seus monocroms i el seu ús del blau, el «blau Asse». El 1995 va ser seleccionat el seu projecte de vitralls en col·laboració amb Olivier Debré per a la col·legiata Notre-Dame-de-Grande-Puissance de Lamballe. Entre el 2003 i el 2013 va participar en la construcció d'aquests vitralls.

### Final de la vida
Visqué els darrers anys entre Île-aux-Moines i Île Saint-Louis. Morí l'11 d'agost de 2021 a la Institution Nationale des Invalides, a París, als 98 ans anys.

## Premis
- 1945: Creu de Guerra 1939-1945.[18]
- 2014: Gran Creu de la Legió d'Honor.[19]
- Comandanta de l'Ordre Nacional del Mèrit.[20]
- Comandanta de l'Orde de les Arts i les Lletres.[20]

## Exposicions
- 1955: «Jeune peinture en France», a la Ciutadella de Magúncia
- 1960: «École de Paris» a la galeria Charpentier i primera exposició personal a la galeria Benador a Genève
- 1961: galeria Lorenzelli a Milà
- 1962: galeria André Schoeller, a París
- 1963: exposició de grup a la galeria Krugier & Cie a Genève
- 1967: exposició col·lectiva a la Kunstalle, a Recklinghausen, Alemanya
- 1968: Museu de Belles Arts de Reims. «La peinture en France», a la National Gallery of Art, Washington DC, i al musée d'art moderne de New York
- 1970: Centre national d'art contemporain à París. Exposició universelle de Montréal. «Paris et la peinture contemporaine depuis un demi-siècle», a Buenos Aires, Montevideo, Quito, Bogotà, Caracas, Santiago de Xile, Lima, Mèxic
- 1973: galeria Lorenzelli à Bèrgam
- 1974: galeria Jan Krugier à Genève
- 1975: château de Ratilly, à Treigny (Yonne)
- 1978: exposició de gravats, Museu d'Art Modern de París
- 1978: «École de Paris, 1956-1976. Abstraction lyrique» al Palau Reial de Milà (Milan), a la Fundació Calouste Gulbenkian (Lisboa), a la Direcció General de Patrimoni Artístic, Arxius i Museus (Madrid) i al «Museum Narodowe we Wrorlawin» (Varsòvia)
- 1979: fundació Eugenio Mendoza a Caracas, Venezuela
- 1980: exposició de dibuixos (1941-1979) al Musée des Beaux-Arts de Rennes.
- 1980: «Printed Art oh two Decades», Museu d'Art Modern de Nova York
- 1981: «Paris-Paris. Créations en France, 1937-1957», Centre Pompidou. Galerie Taranmanà Londres
- 1982: exposició de dibuixos i olis sobre paper, galeria la Hune, París. Exposicions a Noruega
- 1987: exposició de pintures al musée Cantini, Marsella
- 1988: retrospectiva al museu d'Art moderne de Paris.
- 1988: exposició de gravats a la Biblioteca Nacional de França
- 1988: galeria Claude Bernard, Paris
- 1988: creació de vitralls per a la catedral de Saint-Dié-des-Vosges
- 1989: exposició de gravats a l'Artothèque de Grand'Place, a Grenoble
- 1990: «Polyptyques» al musée du Louvre
- 1993: Saló de març, galeria Claude Bernard, Paris.
- 1993: «Manifeste: Une histoire parallèle. 1960-1990», Centre Georges-Pompidou. Musée des Beaux-Arts de Rennes, museu de Brou, Bourg-en-Bresse
- 1994: «A Century of Artists Books», al MoMA - Musée d'art moderne de New York
- 1997: Musée des Beaux-Arts La Cohue, a Gwened
- 1998: exposició de gravats i de llibres al Museu d'Art i d'Història de Ginebra
- 1999: exposició de gravats i col·lages, a la fundació Louis-Moret a Martigny, Suïssa. Centre cultural Pierre Tal Coat a Hennebont (Morbihan)
- 1999: «L'art dans les chapelles» a la chapelle Saint-Nicolas-des-Eaux de Pluméliau (Morbihan)
- 1999: «Hommage a Bernard Anthonioz», al Couvent des cordeliers, Paris
- 2000: «Petits formats, 1943-2000», Galeria Marwan Hoss, Paris
- 2001: noves adquisicions del Cabinet d'art graphique del Centre Georges Pompidou.
- 2001: gravats i dibuixos a la galeria Ditesheim -Neuchâtel, Suïssa
- 2006: Geneviève Asse, Stèles, Musée des Beaux-Arts de Quimper
- Estiu de 2009: galerie Oniris, Rennes
- 2009-2010: retrospectiva, Museu de Belles Arts de Roan
- 2012-2013: «Parcours d'une artiste libre», musée Fabre de Montpellier
- 2013: «Peintures», Museu Nacional d'Art Modern, Paris
- 2015: Exposició-homenatge,[24] Museu de Belles Arts de Lió
- 2016: «De gris et de bleu», galeria Antoine Laurentin, Paris
- 2016: «Formes du silence», amb Novotny, von Rauch, Verjux, convent de Sainte-Marie-de-la-Tourette, Éveux
- 2019: «Peintures, dessins, gravures», galeria Catherine Putman, Paris
- 2020: «Geneviève Asse - de 1950 à 2010», galeria Antoine Laurentin, Paris & Bruxelles

## Col·leccions públiques
- Geneviève Asse va fer una important donació de les seves obres el 2012 al Museu de Belles Arts La Cohue de Vannes, la seva ciutat natal, que li ha dedicat una exposició permanent.
- Museu de Belles Arts de Tours, Horitzons, oli sobre tela, 1,95 x 1,30 m, 1975, fons del museu des de 2011.[25]
- Adquisició per a les col·leccions del Fons Municipal d'Art Contemporani de París l'any 2000.
- Fons Nacional d'Art Contemporani, Collage Vertical I, oli sobre tela, 1,94 x 96 cm, 1983, dipositat al Musée des Beaux-Arts de Quimper des de 1993.[26]
- Museu d'Art de Nantes, 6 obres, de 1946 a 1993, oli sobre tela, dibuixos, gravats.[27]
- Centre Pompidou, Finestra, realitzada l'any 1955, comprada l'any 1992.[11]
- Museu d'Art Modern de París, Sénanque, pintura acrílica, vers 1971.[28]

## Publicacions
- Notes par deux, col·l. "art per escrit”, París, edicions Jannink, 2003[29]

### Llibres il·lustrats
Geneviève Asse ha il·lustrat molts textos de llibres de bibliòfils.
- - Les Fenêtres, 1975
  - Un été, 1996
  - Notes sur Thème. Paris, éd. Galilée, 2014 ISBN 978-2-7186-0908-9
- Yves Bonnefoy: 
  - Début et fin de la neige, 1989
- Jorge Luis Borges:
  - Les Conjurés, 1990
- André du Bouchet:
  - Ici en deux, 1982
- Michel Butor: 
  - La souveraine reprend son rang, amb un frontispici de Geneviève Asse, Saint-Julien-Molin-Molette, Jean-Pierre Huguet, 2004 ISBN 2-915412-09-X
- Franck Delorieux 
  - La Fabrique des fleurs, Paris, éd. Galilée, 2013 ISBN 978-2-7186-0889-1
- André Frénaud:
  - Haeres, 1977
- Charles Juliet:
  - Une lointaine lueur, 1977
- Pierre Lecuire: 
  - L'Air, 1964
  - Hommage à Giorgio Morandi, 1966
  - Litres, 1969
  - Art poétique, 1955
- Francis Ponge
  - Première et Seconde Méditations nocturnes, aiguatinta de Geneviève Asse, Châteauroux, l'Ire des vents, 1987
- Anne de Staël:
  - Cingles, 1992
  - Le Cahier océanique, Paris, Écarts, 2010